# Yabisi habanensis
Yabisi habanensis là một loài nhện trong họ Hersiliidae. Chúng được miêu tả năm 1936 bởi Franganillo.